# Degracias e Pombalinho
Degracias e Pombalinho (llamada oficialmente União das Freguesias de Degracias e Pombalinho) es una freguesia portuguesa del municipio de Soure, distrito de Coímbra.

## Historia
Fue creada el 28 de enero de 2013 en aplicación de una resolución de la Asamblea de la República de Portugal promulgada el 16 de enero de 2013 con la unión de las freguesias de Degracias y Pombalinho, pasando su sede a estar situada en la antigua freguesia de Degracias.

## Demografía
| Gráfica de evolución demográfica de Degracias e Pombalinho entre 2011 y 2021 |
|                                                                              |
| Datos según el nomenclátor publicado por el INE portugués.                   |